# Povolání
Povolání je specializovaná a pomocí vzdělání či vyučení osvojená pracovní činnost. Lze ji vykonávat buď v zaměstnání, anebo jako podnikatel či jako svobodné povolání ve vlastní režii. Příjem (výdělek) za výkon povolání zpravidla slouží k úhradě (podstatné části) nákladů na živobytí. Povolání často není chápáno jako prosté vykonávání práce, očekává se, že bude jedinci přinášet radost, v tomto smyslu se někdo může minout s povoláním. Povolání je pro jedince ve společnosti důležitý ukazatel sociálního a ekonomického statusu (prestiž povolání), proto se přikládá důležitost výběru povolání. Povolání si lidé vybírají na základě svých schopností, znalostí a dovedností. K výkonu většiny povolání je potřeba kvalifikace, ta je dosahována vzděláním ve školách. Některá povolání mohou vykonávat osoby v dané profesi nekvalifikované, na některá jiná povolání je možné se připravit formou rekvalifikace. V minulosti měli lidé často výběr povolání omezený původem či místem narození, byli nuceni vykonávat někdy i značně podřadnou práci bez ohledu na své schopnosti. V takovém případě se většinou ani nemohli vzdělávat.

## Právní definice
Povolání jako pojem českého pracovního práva je definován v § 5 písmeno f) zákona o zaměstnanosti, který říká, že se jedná o standardizovaný souhrn pracovních činností podle jejich obvyklého seskupení na trhu práce, jejichž výkon předpokládá určitou odbornou a další způsobilost.

## Systematický popis
Povolání jsou strukturovaně popisována v Národní soustavě povolání. Zde zástupci zaměstnavatelů specifikují:
- pracovní činnosti,
- pracovní podmínky,
- příklady práce,
- kvalifikační úroveň, odborný směr a CZ-ISCO, do kterého povolání patří,
- zdravotní požadavky,
- kvalifikační požadavky (vhodná školní příprava, další vzdělávání, požadované certifikáty či povinnou praxi, odpovídající kvalifikaci z Národní soustavy kvalifikací),
- požadované kompetence (měkké kompetence, obecné dovednosti, odborné znalosti a dovednosti),
- průměrné mzdy a volná místa na českém trhu práce,

## Prognózy budoucího vývoje povolání
Podle společnosti Gartner do roku 2025 nahradí až třetinu pracovní síly roboti a automatizační software, v této souvislosti ale vyvstává otázka, zda se pro onu třetinu lidí najde jiné povolání. Podle futurologa Thomase Freye by do roku 2030 mělo zaniknout až polovina pracovních míst, měla by zaniknout pracovní místa v uhelných elektrárnách, ve společnostech starající se o přenosové soustavy, v automobilkách a v jejich dodavatelských firmách, v klasickém školství, ve výrobě, v zemědělství a v armádě, přičemž místo zaniklých pracovních míst by měla vzniknout nová povolání pro nově vzniklé potřeby.
Podle zakladatele Computer Pressu Jiřího Hlavenky postupně přestala být potřeba, aby se většina lidí věnovala zemědělství, takže tito lidé postupně přijali nějaké povolání v továrnách, které se ale postupně automatizují, takže probíhá další přesun lidí do povolání ve službách. Ovšem i tato povolání jsou postupně automatizována a navíc zde dochází k tomu, že klienti některých služeb se obsluhují sami, ovšem pro zaměstnance v těchto povoláních už jiná povolání nevzniknou. S tímto názorem ale nesouhlasí psycholog Peter Lelovič, který se domnívá, že s rozvojem techniky se nová povolání objeví a že stejnou úvahu o nevzniku nových povolání bylo možné provést už v době, kdy se zvýšila výnosnost v zemědělství díky zavedení pěstování brambor, díky čemuž se zemědělství mohlo věnovat méně a méně rolníků, takže přebývající rolníci byli ti, pro které by nebylo nové povolání.
Podle žebříčku ohroženosti pracovních míst digitalizací, který je součástí vládního dokumentu Národní iniciativa Průmysl 4.0 čtvrtá průmyslová revoluce  nejvíce ohrozí úředníky, řidiče motocyklů a osobních automobilů, pokladníky a prodavače vstupenek. Z úředníků jsou nejvíce ohroženi ti, kteří se zabývají zpracováním číselných údajů. Podle žebříčku jsou nejméně ohroženi lidé pracující na manažerských pozicích, ale i zde může dojít ke snížení potřebné kvalifikace a mzdového ohodnocení, protože jejich úkoly mohou být v budoucnu jednodušší a zvládnutelné méně kvalifikovanou pracovní sílou. Podle prezidentky Mezinárodní asociace agentur práce Annemarie Muntzové stroje zvládnou i některé administrativní činnosti, takže by mohly nahradit zaměstnance v cestovních kancelářích, dispečery, pojišťovací agendy nebo bankéře, ovšem nehrozí kvůli tomu zvýšení nezaměstnanosti, protože vzniknou nové pozice ve službách nebo v oborech, kde je potřeba vyrábět zboží „na míru“.
Rozdíly mezi pracovišti rostou převážně v komerční sféře.